# بی‌ای‌ئی سیستمز
بی‌ای‌ئی سیستمز پی‌ال‌سی (به انگلیسی: BAE Systems plc) که بیشتر بی‌ای‌ئی (به انگلیسی: BAE) خوانده می‌شود، یک شرکت صنایع جنگ‌افزاری، صنایع هوافضایی و امنیت اطلاعات چندملیتی بریتانیایی است که در سال ۱۹۹۹ میلادی بنیان‌گذاری شده‌است. این شرکت با داشتن بیش از ۱۸٫۵ میلیارد پوند (معادل ۳۴٫۴ میلیارد دلار) فروش در سال ۲۰۰۸، بزرگترین شرکت دفاعی اروپا و هفتمین شرکت بزرگ دفاعی دنیا است. شرکت بی‌ای‌ئی سیستمز در سال ۱۹۹۹، پس از ادغام دو شرکت بزرگ بریتانیایی به نام‌های مارکونی الکترونیک سیستمز و بریتیش ایروسپیس بنیان نهاده شد. دفتر اصلی شرکت در شهر فارنبرو واقع در همپشر انگلستان قرار دارد.
شرکت بی‌ای‌ئی سیستمز دارای حدودا ۹۳٬۰۰۰ کارمند است و در پروژه‌های دفاعی بسیاری در سراسر جهان مشارکت می‌کند. از جمله این پروژه‌ها می‌توان به مشارکت در طراحی و ساخت جنگنده‌های لاکهید مارتین اف-۳۵ لایتنینگ ۲ و یوروفایتر تایفون، طراحی و توسعه جنگندهٔ نسل ششم بی‌ای‌ئی سیستمز تمپست و طراحی و تولید جت آموزشی بی‌ای‌ئی سیستمز هاوک، ناوهای هواپیمابر جدید کلاس ملکه الیزابت دوم، ناوشکن‌های تیپ ۴۵ یا کلاس دیرینگ. ناوهواپیمابر ملکه الیزابت و زیردریایی کلاس استیوت اشاره کرد.

## نگارخانه

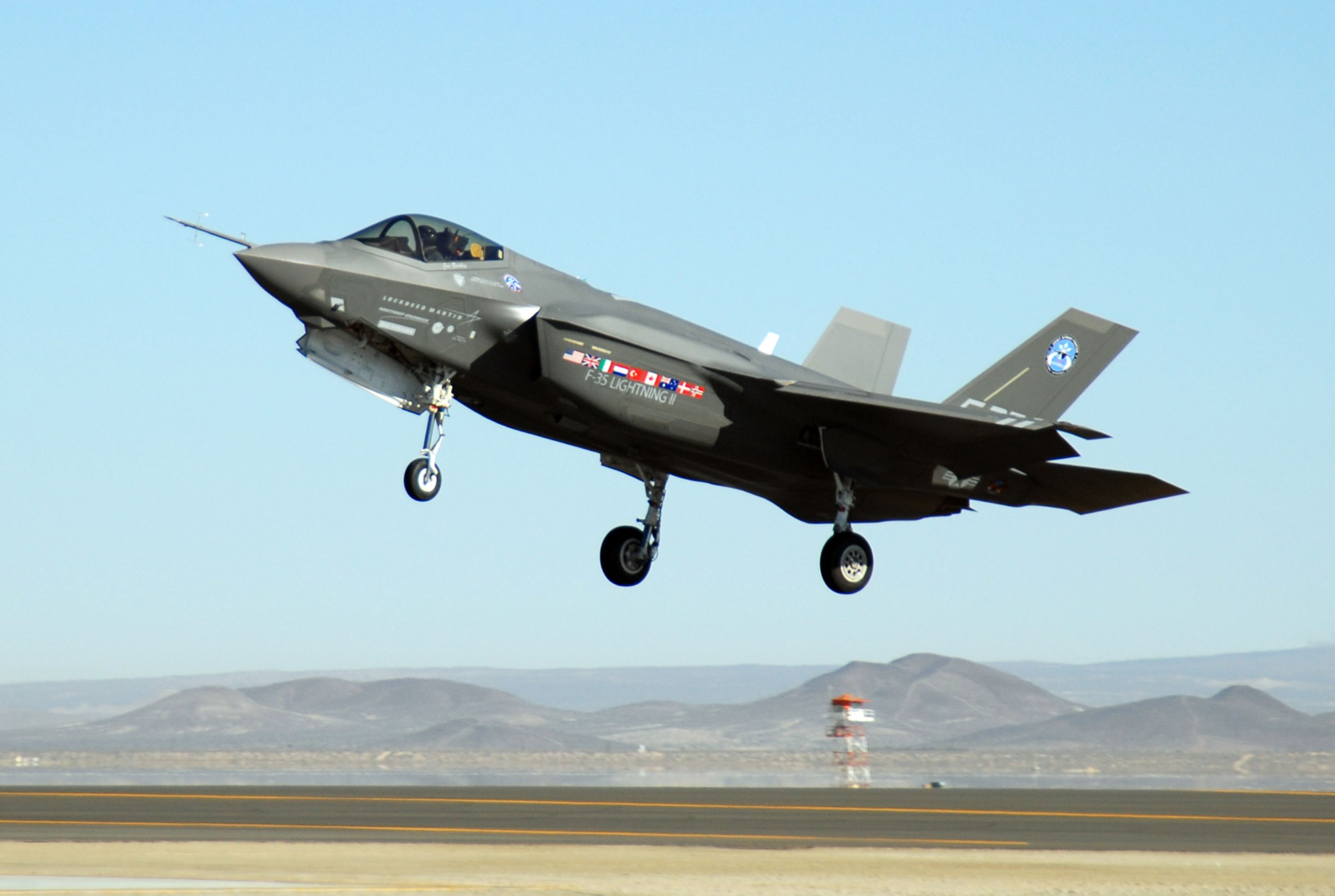
اف-۳۵
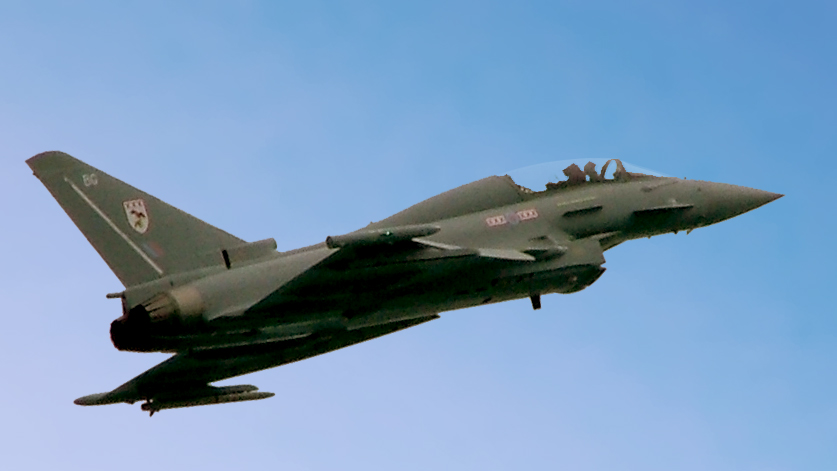
یوروفایتر تایفون
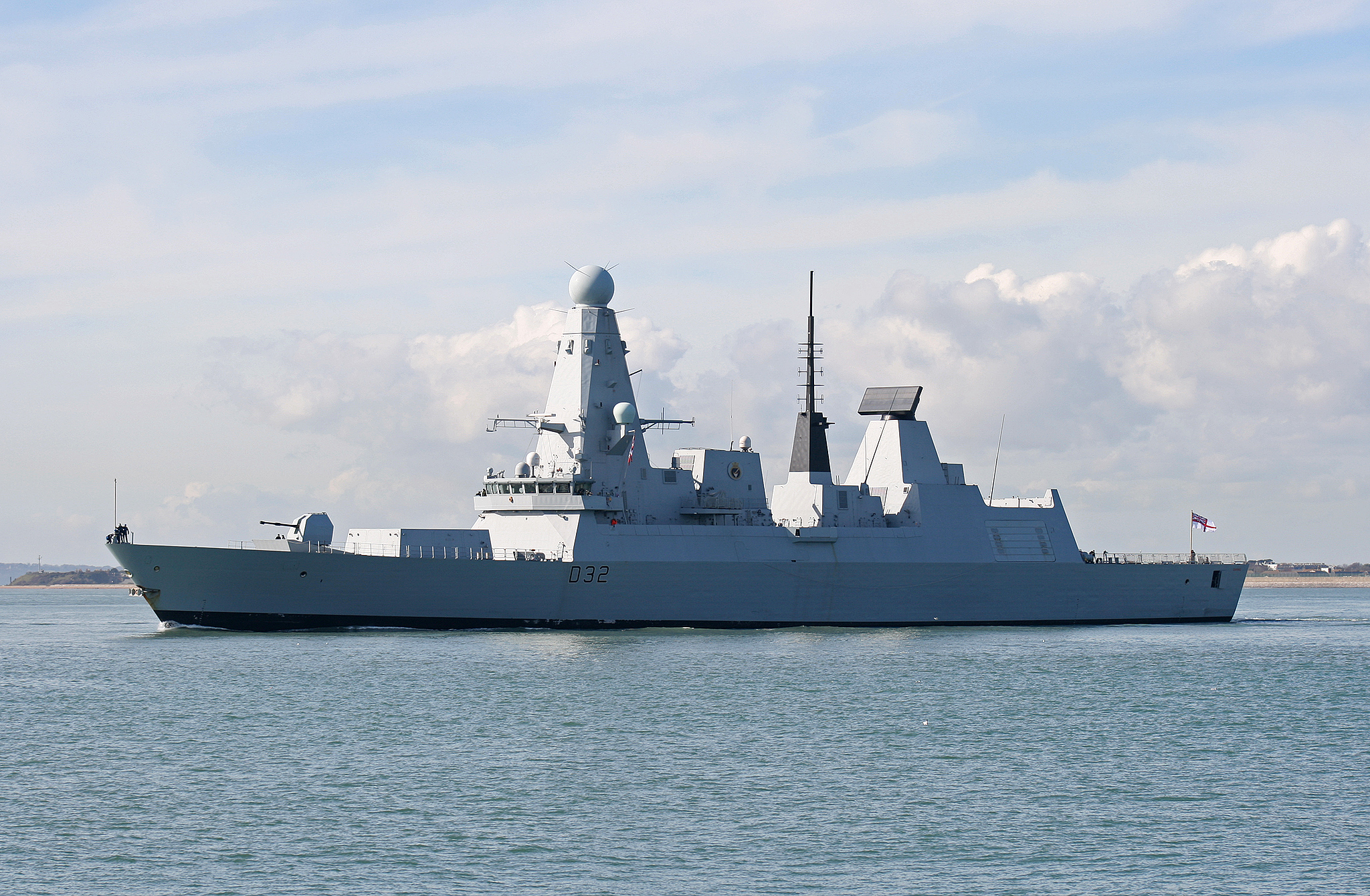
ناوشکن درینگ